# Jabranti
Jabranti is een bestuurslaag in het regentschap Kuningan van de provincie West-Java, Indonesië. Jabranti telt 1945 inwoners (volkstelling 2010).